# Jusuf Kalla
Muhammad Jusuf Kalla (ur. 15 maja 1942 w Watampone, Celebes Południowy) – indonezyjski polityk, wiceprezydent Indonezji od 20 października 2004 do 20 października 2009 i ponownie od 20 października 2014 do 20 października 2019. Przewodniczący partii Golkar w latach 2004–2009.

## Młodość i edukacja
Jusuf Kalla urodził się w 1942 w Watampone. Jego ojciec, Hadji Kalla, był miejscowym przedsiębiorcą. Matka trudniła się sprzedażą jedwabiu. Był drugim spośród 17. dzieci. 
Kalla po ukończeniu szkoły, studiował na Uniwersytecie Hasanuddin w Makasar. W tym czasie zaangażował się w działalność polityczną. Był aktywnym członkiem Frontu Działania Studentów Indonezyjskich (KAMI), studenckiej organizacji wspierającej generała Suharto w zdobyciu władzy z rąk prezydenta Sukarno. W 1967 Kalla ukończył ekonomię na Uniwersytecie Hasanuddin.

## Działalność prywatna
Jusuf Kalla po ukończeniu studiów rozpoczął prywatną działalność biznesową. Został CEO (dyrektor generalny) w rodzinnej firmie HV Hadji Kalla, zajmującej się transportem. Pod jego zarządem firma poszerzyła swoją działalność oraz otworzyła własne filie. W 1977 Kalla ukończył prywatną szkołę biznesu i zarządzania INSEAD we Francji. 
Obok prowadzenia działalności gospodarczej, Kalla był również zaangażowany w działalność różnych organizacji pozarządowych. W latach 1979–1989 był przewodniczącym Stowarzyszenia Absolwentów Ekonomii w Makasar. Od 1985 do 1998 by przewodniczącym Izby Handlu i Przemysłu w Celebesie Południowym. 

## Kariera polityczna
Jusuf Kalla do polityki powrócił w 1987, kiedy został wybrany do Ludowego Zgromadzenia Konsultacyjnego (MPR) (parlamentu) jako reprezentant Celebesu Południowego. W 1992, 1997 i w 1999 uzyskał reelekcję.
W 1999 został mianowany ministrem przemysłu i handlu w gabinecie prezydenta Abdurrahmana Wahida. Jednak już po sześciu miesiącach, w kwietniu 2000 został zdymisjonowany pod zarzutem korupcji, czego nigdy nie udowodniono. Gdy w lipcu 2001 parlament odsunął od władzy Wahida, Kalla objął funkcję ministra opieki społecznej w gabinecie nowej prezydent Megawati Sukarnoputri. Jako minister Kalla przyczynił się do rozwiązania konfliktu religijnego w rejonie Poso w prowincji Celebes Środkowy. Dzięki jego działalności w grudniu 2001 podpisano tzw. Deklarację z Malino, która zakończyła trzyletni konflikt. W lutym 2002 Kalla razem z ówczesnym ministrem polityki i społeczeństwa Susilo Bambang Yudhoyono, zdołał rozwiązać podobny konflikt w prowincji Moluki. 

### Wiceprezydent

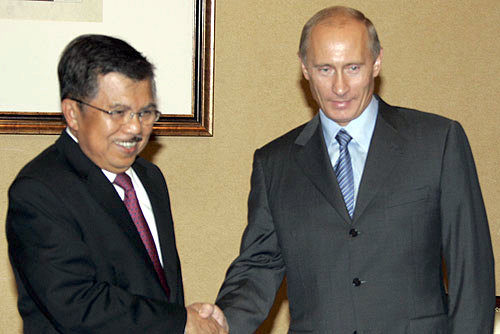
Wiceprezydent Jusuf Kalla z prezydentem Władimirem Putinem, Dżakarta, wrzesień 2007.

Dzięki akcji mediacyjnej, Kalla zdobył znaczną popularność w społeczeństwie. Postanowił to wykorzystać i w sierpniu 2003 ogłosił swój udział w wyborach prezydenckich w 2004. Jednakże na kilka dni przed konwencją partii Golkar wycofał swoją kandydaturę. Zaakceptował za to propozycję Partii Demokratycznej i zgodził się być kandydatem na wiceprezydenta przy boku Susilo Bambang Yudhoyono. W pierwszej turze wyborów 5 lipca 2004 para Yudhoyono/Kalla zdobyła 33% głosów poparcia. W drugiej turze wyborów 20 września 2004 Yudhoyono i Kalla pokonali Megawati Sukarnoputri, zdobywając 60,87% głosów.
Jusuf Kalla objął stanowisko wiceprezydenta Indonezji 20 października 2004 i zajmował je przez całą 5-letnią kadencję. 19 grudnia 2004 został wybrany przewodniczącym partii Golkar, którym pozostał do 8 października 2009. 
5 marca 2009 Kalla ogłosił zamiar kandydowania w wyborach prezydenckich w lipcu 2009. 13 marca 2009 Kalla spotkał się z Megawati Sukarnoputri. W czasie spotkania doszło do podpisania 5-punktowego porozumienia między partią Golkar i Indonezyjską Partią Demokratyczną (PDI-P), zakładającego współpracę przed kwietniowymi wyborami parlamentarnymi. W wyborach parlamentarnych 9 kwietnia 2009 partia Golkar zajęła trzecie miejsce i zdobyła 107 mandatów w 507-osobowym parlamencie.
1 maja 2009 Kalla oficjalnie ogłosił swoją kandydaturę w wyborach prezydenckich 8 lipca 2009. Jego kandydatem na urząd wiceprezydenta został emerytowany generał Wiranto. 28 maja 2009 Generalna Komisja Wyborcza zatwierdziła trzy kandydatury zgłoszone do udziału w wyborach, w tym kandydaturę Jusufa Kalli. W wyborach prezydenckich z 8 lipca 2009 przegrał z urzędującym prezydentem Yudhoyono i zajął trzecie miejsce z wynikiem 12,41% głosów poparcia.
W lipcu 2014 został ponownie wybrany na wiceprezydenta Indonezji u boku Joko Widodo. Urząd objął 20 października 2014.
Jusuf Kalla jest żonaty, ma pięcioro dzieci.